# 유럽 고속도로 38호선
유럽 고속도로 38호선(European route E38)은 우크라이나의 흘루히우에서 출발하여 러시아를 거쳐 카자흐스탄의 심켄트까지 이르는 총 연장 3,400 km의 거리를 이루는 국제 E로드 네트워크 노선망이다.

## 경로
- 우크라이나
  -  P65 간선도로(러시아어판) : 흘루히우 (E105)
- 러시아
  -  R199 : 릴스크 - 쿠르스크 (E105)
  -  A144 : 쿠르스크 - 보로네시 (E115) - 보리소글렙스크 (E119) - 사라토프
  -  R236 : 사라토프 - 예르쇼프(러시아어판)
- 카자흐스탄
  -  R236 : 오랄 (E121)
  -  M32 : 오랄 - 키질로르다 (E123, E004) - 심켄트 (E40)